# 마커스 가비

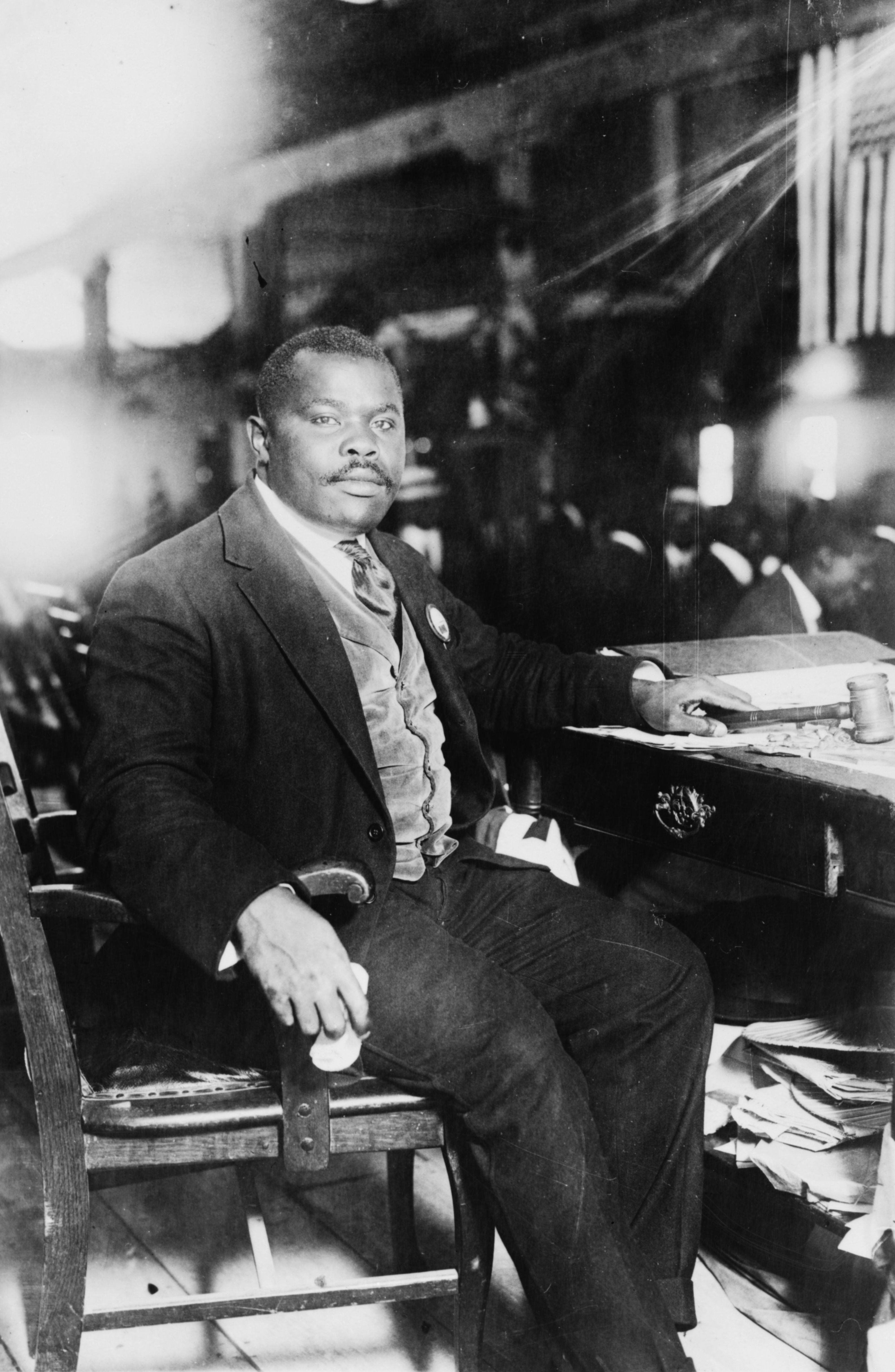
마커스 가비

마커스 모지아 가비(Marcus Mosia Garvey, 1887년 8월 17일 ~ 1940년 6월 10일)는 미국에서 아프리카로 복귀 운동을 시작한 흑인 지도자이다. 그는 백인들이 다수인 국가들에서 흑인들이 정의를 받지 못 한다는 것을 믿고 있었으며, 흑인들이 아프리카를 고향으로 숙고하여 거기에 정착해야 한다는 설교를 하였다.
2002년 8월, 흑인 지도자 마커스 가비의 탄생 115주년을 맞아 수천명의 흑인들은 워싱턴 국회의사당 앞에서 집회를 열었다. 그들은 흑인노예제도에 의한 피해보상을 요구하는 시위를 하였다

## 어린 시절

### 자메이카에서의 유년 시절: 1887 - 1910
마커스 가비는 1887년 8월 17일 자메이카 세인트앤즈에서 태어났으며, 열한 명의 형제 중에 마커스 가비와 그의 누나 인디애나(Indiana)가 유일하게 성인이 될 때까지 살아남았다. 가비의 아버지는 아주 큰 도서관을 가지고 있었다고 알려져 있었으며, 이것은 훗날 가비의 독서에 대한 흥미를 이끌어 내기에 충분했다. 가비는 세인트 앤즈에서 초등학교를 다녔는데, 열네 살이 되던 해에는 불우한 환경 때문에 학교에서 나가길 강요 받았다.
마커스 가비가 열일곱 살이 되던 해에는 일을 하기 위해 그의 삼촌이 살고 있는 킹스턴으로 이사했다. 가비의 삼촌 역시 큰 도서관을 운영하고 있었으며, 이 또한 그를 훌륭한 사람으로 성장하는데 큰 도움이 되었다. 이 때, 농촌 소년 가비는 처음으로 조금씩 도시생활에 적응하는 법을 배워갔다. 가비는 인쇄술을 완벽히 익혀서 P. A. 벤저민 컴퍼니의 현장 주임이 되었다.

### 중앙 아메리카와 런던에서의 청년 시절: 1910 - 1914
1910년에 가비는 자메이카를 떠나 중앙 아메리카 지역 도처를 여행하기 시작했다. 그는 몇 년 동안 코스타리카에서 바나나 농장에서 일했다. 1911년에는 라 나쇼날이라는 제목의 일간지의 편집자로 일했다. 그 해 말에 그는 파나마, 에콰도르, 콜롬비아, 베네수엘라 등지를 여행하며 흑인들의 지위와 현실에 불만을 품게 되고, 1912년 그는 흑인의 인권과 입지를 배우기 위해 런던으로 떠나게 된다. 1914년, 가비는 런던에서부커 티 워싱턴(Booker T. Washington)의 노예제에서 벗어나라(Up from Slavery)라는 책을 읽은 후 깨달음을 얻어 자메이카로 돌아가 흑인의 낮은 지위를 바꾸기로 결심하게 된다.

## 만국 흑인 진보 연합의 결성

### 만국 흑인 진보 연합의 시작: 1914 - 1919
1914년 8월 1일, 마커스 가비는 만국 흑인 진보 연합(UNIA, Universal Negro Improvement Association)을 결성 하여 활동하게 된다. 만국 흑인 진보 연합의 주체적 결성 목적은 자메이카에서뿐 만 아니라 미국과 영국, 더 나아가 세계에서의 흑인의 지위와 생활 개선이다. 연합의 또 다른 첫 번째 목적은 자메이카에 부커 T. 워싱턴의 터스키기 전문학교 같은 흑인들을 위한 흑인 학교를 설립하는 것이었다. 그러나 물라토들은 이를 싫어했다. 가비는 뉴욕으로 이사 한 후 허버트 해리슨(Hubert Harrison)의 영향을 받아 인쇄공으로 일한다.
그 후, 가비는 만국 진보 연합의 후원으로 아프리카인 들의 인권보장과 지위향상을 위한 프로그램과 사업을 시작한다. 1918년 8월 17일, 흑인의 인권 보장을 돕는 신문인 니그로월드(the Negro World)가 출판되어 널리 알려지기 시작했고, 1920년 11월까지 가비는 아무런 보수 없이 그 곳에서 편집자로 일했다. 이 후 가비는 자메이카 본부의 회장직을 떠나 뉴욕의 회장직을 역임하게 된다.

### 흑인 기업 진흥 운동
1919년, 만국 흑인 진보 연합의 성공으로 마커스 가비는 그의 위대한 프로젝트인 The Black Star Line를 발표하게 된다. The Black Star Line은 흑인 전용의 흑인 승무원만이 있는 해운회사였다. 가비는 이 회사가 흑인들의 상업적 지위와 근면함을 널리 떨칠 수 있는 기회의 첫 걸음이라고 믿게 된다.
1920년대 초반에 가비는 대부분 가난한 흑인들로 이루어진 약 200만 명의 부하들을 가지고 있었다. 그의 후원자들은 그에게 수천달러를 보냈다고 한다. 가비는 그 돈으로 모든 흑인들을 위한 사업을 세웠고, 자신 사업의 이익은 운동에 융자하는 데 쓰였다.
마커스 가비는 흑인 기업의 설립을 중시 여겨, 세계적 기업인 니그로 팩토리즈 코퍼레이션을 일으켜 세웠다. 뉴욕에서는 유니버설 레스토랑이나 유니버설 식료잡화점 등의 체인점이 건립되었다. 이러한 변화는 아프리카계의 미국 시민들에게 커다란 희망을 가져다 주었으며 저소득자들도 이러한 기업의 주주가 되었다.
또한, 노예무역으로 인해 곳곳에 흩어져, 강제적인 흑인 디아스포라를 이루게 된 아프리카인들의 자존과 자각을 옹호하여 범아프리카주의의 운동을 이끌었다. 스스로를 “흑인 모세”라 칭하며, 가비는 위대한 흑인지도자로 인정 받게 된다.

### 우편 사기 혐의
1919년 10월 11일에 한 각서가 서약됐다, 존 에드거 후버는 연방 법무장관의 특별한 보조자였으며, 수사부의 반급진주의의 대표, 혹은 BOI (1935년 후 FBI 라고 바뀜)의 국장이였던 그는 FBI 수사관에게 마커스 가비에 대한 기록을 남겼다.
1919년 11월 BOI는 가비와 UNIA의 활동을 조사하기 시작했다. 그 말 무렵 BOI는 제임스 에드워드 에이머스(James Edward Amos), 아서 로웰 브렌트(Arthur Lowell Brent), 토머스 리언 제퍼슨(Thomas Leon Jefferson), 제임스 웜리 존스(James Wormley Jones), 그리고 얼 타이터스(Earl E. Titus)를 다섯 명의 첫 아프리카계 미국인 수사관으로 고용했다. 비록 BOI의 초기의 목적은 가비를 “해로운 외국인”이라는 이유로 추방시킬 명분을 찾는 것이였지만, 미국 우체국과 법무장관이 수사에 참여한 후, 가비를 우편 사기 혐의로 블랙 스타 해운회사의 재고 매매와 관련하여 기소하였다.
이 기소는 그 기업이 그때까지 “필리스 휘틀리(Phyllis Wheatley)”라는 명의로 배를 구매하지 않았다는 사실에 초점을 맞췄다. 비록 배 한척의 뱃머리에 그 이름이 새겨져 있는 것이 사진으로 찍혀 그 회사의 재고책자에 실렸지만, 이 배는 사실상 블랙스타 해운회사가 구매하지도 않았으며, 그때까지 “오리언(Orion)”이라는 이름을 가지고 있었다. 검찰측은 책자가 들어있어야 할 봉투 하나가 빈 봉투였다는 증거를 제시했다.

### 우편 사기 혐의 재판: 1922 - 1923
1922년 1월 가비는 체포되어 우편 사기 혐의로 재판을 받는다. 재판 기간중, 베니 댄시(Beny Dancy)라고 알려진 사람은 그 봉투안에 무엇이 들어있었는지 기억이 나지 않는다고 증언했다, 하지만 사실 그는 블랙 스타 해운회사로부터 정기적으로 책자를 받아 왔었다. 검찰측에서는 또 다른 증인 슈일러 카길(Schuyler Cargill)을 세웠다. 그는 수석검사 맥스웰 매턱(Maxwell S. Mattuck)가 그의 증명에 있는 날짜들을 기억해 내라고 말해준 것들에 대한 승인을 한 후 자신이 한 선서를 깨뜨렸다. 또한, 그는 직장 동료들의 이름을 기억하지 못 한다고 위증했다. 그 동료들 중 직원들의 타임카드에 출퇴근시간을 찍는 시간기록원도 포함되어있었다. 하지만 마지막에 그는 우편 감독관 F.E. 시(에게서 거짓증언을 요구당했다고 시인했다. 그는 ‘Shea가 그(카길)가 보낸 편지들 중에 사기성 팜플렛으로 알려진 것이 포함되어 있다’라고 공표하라고 지시했다고 말했다.
블랙 스타 해운회사는 이 회사는 그 동안 몇 척의 배를 소유하고 가동했으며, 배의 소유권을 갖고 분쟁하기 위한 협상을 하는 과정에서 기소 당했다. 지방검사 조수 리오 힐리 또한 재판기간동안 정부에게 중요한 증인이었다. 사업계획혐의로 기소된 네 명의 블랙 스타 해운회사 임원들 중, 오직 가비만 사취하기 위해 우편 업무를 이용한 혐의로 유죄 판결됐다.
가비의 지지자들은 이 재판을 사기성 재판이라 칭했다. 블랙스타 해운회사 내부에 중요한 회계 부정이 있고, 가비가 블랙스타 해운회사의 주식을 팔곤 했다는 주장이 오해를 사려할 수 있었던 때, 가비의 지지자들은 이 기소는 정략적인 오심이라고 논쟁하였다.
1923년 6월 23일에 가비는 5년징역을 선고 받으며 이 재판은 끝이 났다. 가비는 그를 유죄선고한 유대인 배심원들과 유대인 연방변호사 줄리언 마크(Julian Mark)를 혐오했다. 그는 그가 일년전 가진 KKK와의 회의에 대한 정치적 이의 때문에 그들이 선입견을 가지고 있다고 느꼈다.
그는 첫 세 달을 톰바스 감옥에서 보석금 승인을 기다리면서 보냈다. 보석금을 내면서도 그는 그의 결백의 주장과 여행, 연설, UNIA의 조직을 계속하였다.

### 복역: 1925 - 1927
공판에서 수 많은 시도의 실패 후 그는 구류되었고, 1925년 2월 8일 애틀랜타 연방 교도소에서 복역하기 시작했다. 이틀 후, 그는 잘 알려진 “애틀랜타 감옥에서 흑인들에게 보내는 첫 번째 메시지” (“First Message to the Negroes of the World From Atlanta Prison”)라는 글을 썼다.
가비의 형벌은 결국 캘빈 쿨리지 대통령에 의해 감형되었다. 1927년 11월 그는 석방되었고, 뉴올리언스에서 자메이카로 강제 추방 당하였다. 비록 가비의 추방으로 인해 UNIA의 인기가 줄어들었지만, 그럼에도 불구하고 그는 줄곧 정치적 이상에 열성적이었다.

## 후기 생애
1927년 자메이카로 강제 추방 당한 뒤, 1935년부터 런던으로 이주했다. 런던에서 만국 흑인 진보 연합의 재건을 위해 힘썼으나, 이미 런던에는 다른 흑인 운동 조직들이 자리잡고 있는 상황이었다. 1940년 6월 10일 52세의 나이로 사망했다.

## 비평
1916년 10월 4일, Daily Gleaner 신문에서 콘스탄티노폴리그 총대주교청의 자메이칸 미국인 목사 래피얼 모건(Raphael Morgan)이 가비의 강의들을 항의한 서신을 실었다. 그는 가비의 자메이카에 대한 시각은 그들의 나라와 국민에게 손해를 입히고, 가비가 영국 백인 보다 심한 미국 백인에 관한 편견의 대한 명백한 선호의 몇몇 반대를 열거했다. 한 달 후에 발행된 가비의 답장에서 그는 모건의 서신은 그가 자메이카와 미국에서 얻어왔던 성공과 지지를 약화시키는 음모의 위조 물이라고 말했다.
두보이스(W.E.B. Du Bois)가 블랙스타 해운회사는 독창적이고 유망하다고 느꼈을 때, 그는 빚이 없는 마커스 가비는 미국뿐만 아니라 세계에 퍼져있는 제일 위험한 흑인들의 적이며, 미치광이거나 배반자라고 말했다. 두보이스는 가비의 행동이 그의 흑인인권을 위한 노력을 약화시킬 거라 우려했다.
가비는 두보이스가 카리브해의 거무스름한 피부를 가지고 있는 원주민이라서 그의 대한 편견을 가지고 있다고 의심했다. 두보이스와 마커스 가비는 서로에 대한 폭언을 했으며, 이것은 가비와 미국 흑인 지위 향상 협회 (NAACP)와의 관계를 험악하게 만들었다. 가비는 두보이스를 자기의 평판을 훼손하기 위해 블랙스타 해운회사를 사보타주 할 공모자를 썼다는 혐의로 고발했다.
가비는 KKK의 영향력을 의식하고, 1922년 초 그는 애틀랜타와 조지아에 KKK의 제국의 거인 에드워드 영(Edward Young)과 회의를 하러 갔다. 리오 힐리(Leo H. Healy)는 가비가 우편 사기 재판 때 그의 증거를 위해 KKK에 영입했다고 공개적으로 기소했다.
가비가 KKK와 협약을 맺은 후, 많은 아프리카계 미국인 지도자들은 가비를 투옥시키라고 미국 법무 장관 해리 도어티(Harry M. Daugherty)에게 항소했다.

## 영향
아프리카, 유럽, 카리브해 지역과 미국에서는 그의 이름을 딴 학교, 고속도로 그리고 건물들이 세워졌다. 빨간색, 검은색, 초록색으로 이루어진 흑인 진보 연합(UNIA, Universal Negro Improvement Association) 깃발은 흑인 해방 운동의 상징이 되었다.
1980년, 마커스 가비의 반신상은 워싱턴에 위치한 미주기구 “영웅에 전당”에 세워졌다.	미국의 흑인 민권 운동 지도자인 맬컴컴 엑스의 부모님은 흑인진보연합 회의에서 만났다. 그 당시, 엑스의 모친은 미국 네브래스카주 오마하 본부의 본부장이었으며, 엑스의 부친이 추진하는 흑인진보연합의 활동을 담은 흑인 신문 (Negro World Newspaper)을 팔기도 하였다.
가나의 대통령이었던 콰메 은크루마 (Kwame Nkrumah)는 가나의 해운회사인 블랙스타 (the Black Star Line)의 명칭은 마커스 가비와 흑인진보연합을 기념하는 의미에서 명명하였으며, 가나의 축구 국가대표팀도 이들을 기념하는 의미에서 블랙스타스(Black Stars)라고 불렸다. 또한, 가나의 국기 중심에 있는 검은 별 역시 흑인 인권 운동을 상징한다.
1965년 6월 20일, 마틴 루서 킹과 그의 부인 코레타 스콧 킹은 자메이카로 향하던 도중, 마커스 가비의 성지를 방문하여 헌화했다. 킹은 한 연설에서 가비는 “처음으로 대중 운동을 시작하고 이끌어 나간 흑인이었고, 그는 수많은 흑인들에게 자존감과 운명을 일깨워 준 사람이었으며, 흑인들이 그들의 가치를 느끼게 해준 사람이었다.”고 전했다.
1968년 12월 10일, 킹은 첫 번째 마커스 가비 인권상을 사후 수상하였다. 2002년, 몰레피 교수는 위대한 아프리카계 미국인 100인에 마커스 가비의 이름을 올렸다.
2011년, 오바마 행정부는 마커스 가비에게 정식으로 용서를 구하였다.

## 라스타파리와 마커스 가비
라스타파리인들은 마커스 가비가 종교적 선지자라고 여겼으며, 세례 요한의 환생이라고 믿기도 하였다. 이것은 마커스 가비가 1920년대 연설에서 자주 썼던 말인, “아프리카를 보라, 흑인인 왕위에 오를 때, 구원의 날 또한 오리라!” 때문인 것으로 추정된다.
마커스 가비의 신념은 라스타파리인들에게 큰 영향을 미쳤다. 자메이카에서 일어난 백투아프리카운동 (Back-to-Africa movement)를 할 당시, 라스타파리인들 또한 운동을 참여하였다.

## 기념
- 그의 이름을 딴 킹스턴에 주요 고속도로
- 그의 얼굴이 새겨진 자메이카의 50센트, 20달러, 25달러 동전
- 그의 이름을 딴 뉴 킹스턴의 자메이카 외무부 건물
- 자메이카 킹스턴 위치한 국립영웅공원에 마커스 가비 동상
- 레게를 대표하는 가수 버닝 스피어의 “마커스 가비와 가비의 영혼” 앨범
- 레게 밴드 더 글레디에이터스 (The Gladiators)가 부른 “마커스 가비의 시대 (Marcus Garvey Time)”
- 1977년 7월 4일에 창립된 단체 NAJASO (The National Association of Jamaican And Supportive Organization Inc.)
- 레게 가수 안토니 비가 부른 노래 “영광을 마커스에게 (Honour to Marcus)”
- 매년 8월 셋째주에 열리는 마커스 가비 축제
- 그의 이름을 딴 뉴욕 브루클린에 주요 도로
- 수많은 학교와 공원들
- 런던 빅스턴에 위치한 마커스 가비로 (Marcus Garvey Street)

## 같이 보기
- 귀환권